# BC Luleå
BC Luleå ist ein schwedischer Basketballverein aus Luleå. Unter dem Namen Plannja Basket Luleå und LF Basket Norrbotten wurde der Klub achtmal schwedischer Basketballmeister.

## Geschichte
Der Verein wurde 1976 als Plannja Basket Luleå gegründet. LF Basket ist Gründungsmitglied der Svenska Basketligan, die zur Saison 1992/93 die vorherige höchste schwedische Basketball-Liga, die Elitserien ersetzte.
LF Basket hatte zwischen 1997 und, bis zum Jahr der Namensänderung, 2007, eine erfolgreiche Ära, in der der Verein siebenmal schwedischer Basketball-Meister wurde und stets die Play-offs erreichte. Danach kam man in finanzielle Schwierigkeiten, hielt sich aber trotzdem im oberen Bereich der Tabelle und wurde 2010 Vizemeister. 2015 änderte der Verein seinen Namen zu BC Luleå.
Mit 19 absolvierten Spielzeiten spielte der Klub seit der Ligengründung durchgehend in der Svenska basketligan und belegt in der ewigen Tabelle den ersten Platz.

## Europapokal
Zwischen 1995 und 1997 nahm der Verein dreimal am Korać-Cup teil, wo man jeweils früh ausschied. 1998 spielte man im Europapokal der Pokalsieger (EuroCup), in dem man in der ersten Gruppenphase Letzter wurde und ausschied. In den beiden folgenden Saisons nahm der Klub erneut an diesem, mittlerweile Saporta Cup genannten, zweitbedeutendsten Basketball-Europapokal teil, ohne die erste Runde zu überstehen. 2000/01 durfte man als schwedischer Meister an der Suproleague teilnehmen. In einer Zehnergruppe wurde LF Basket Letzter und scheiterte erneut früh. Auch bei der bisher letzten Europapokal-Teilnahme flog der Verein 2002 in der FIBA EuroCup Challenge früh raus.

## Halle
Der Verein trägt seine Heimspiele in der 3.000 Plätze umfassenden Pontushallen aus.
Zur Saison 2013/14 zog LF Basket in die neugebaute Arcushallen.

## Erfolge
- 8× Schwedischer Meister (1997, 1999, 2000, 2002, 2004, 2006, 2007, 2017)
- Schwedischer Vizemeister (2010)

## Bekannte ehemalige Spieler
- Eric Elliott 1992–1999
- Håkan Larsson 1995–2000, 2002–11
- Jonas Larsson 2001–03
- Brent Wright 2003/04
- Eric Taylor 2004/05
- Jonas Jerebko 2006/07
- Dan Oppland 2007/08